# ライムンド・ペレイラ

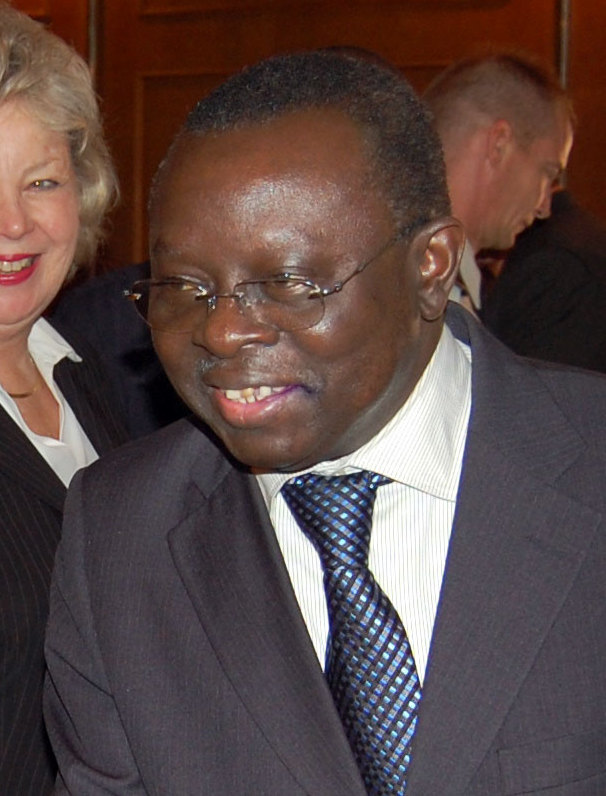
ライムンド・ペレイラ

ライムンド・ペレイラ（Raimundo Pereira、1956年8月28日 - ）は、ギニアビサウの政治家、弁護士。同国大統領代行を2度務めた。ギニア・カーボベルデ独立アフリカ党の党員。

## 経歴
1956年8月28日にビサウで生まれた。 リスボン大学法学部卒。ギニア・カーボベルデ独立アフリカ党の副党首にまで上りつめる。
2008年12月22日、国家人民議会議長に選出される。2009年3月2日に、ジョアン・ヴィエイラ大統領が暗殺され、マラム・バカイ・サニャが正式な大統領に就任する9月8日まで大統領代行を務めた。そのマラム・バカイ・サニャも任期途中の2012年1月9日に急逝し、再び大統領代行を務めることとなった。大統領選期間中の4月13日に軍部によるクーデターが発生し、候補者で前首相のカルロス・ゴメス・ジュニオルとともに身柄を拘束された。大統領選挙は中止され、二人は4月26日にコートジボワールにて解放された。